# Comanche 4
Comanche 4 est un jeu vidéo de combat aérien développé et édité par NovaLogic, sorti en 2001 sur Windows. Le joueur y pilote un RAH-66 Comanche.

## Accueil
- Jeuxvideo.com : 15/20[1]